# Halytsch
Halytsch (ukrainisch Галич; russisch Галич Galitsch, polnisch Halicz; deutsch Halitsch, jiddisch העליטש Heylitsch) ist eine Kleinstadt im Karpatenvorland im Norden der ukrainischen Oblast Iwano-Frankiwsk mit etwa 5900 Einwohnern (2024).

## Geographie
Halytsch war bis zum Sommer 2020 das Zentrum des gleichnamigen Rajons. Die Stadt liegt am Ufer des Flusses Dnister und wird von der auf einem Hochplateau liegenden Burg Halitsch beherrscht.
Sie verfügt über einen Bahnanschluss und liegt etwa 29 Bahnkilometer bzw. 26 Straßenkilometer in nordöstlicher Richtung vom Oblastzentrum Iwano-Frankiwsk entfernt.
Aus dem Namen Halyčyna wurde zu österreich-ungarischer Zeit der Name für das Kronland Galizien abgeleitet.
Am 12. Juni 2020 wurde die Stadt zusammen mit 25 umliegenden Dörfern zum Zentrum der neugegründeten Stadtgemeinde Halytsch (Галицька міська громада/Halyzka miska hromada) im Rajon Iwano-Frankiwsk, bis dahin bildete sie die Stadtratsgemeinde Halytsch (Галицька міська рада/Halyzka miska rada) im Rajon Halytsch.
Folgende Orte sind neben dem Hauptort Halytsch Teil der Gemeinde:
| Name                     | Name          | Name                          | Name             |
| ukrainisch transkribiert | ukrainisch    | russisch                      | polnisch         |
| ------------------------ | ------------- | ----------------------------- | ---------------- |
| Bljudnyky                | Блюдники      | Блюдники (Bljudniki)          | Błudniki         |
| Bryn                     | Бринь         | Брынь                         | Bryń             |
| Demeschkiwzi             | Демешківці    | Демешковцы (Demeschkowzi)     | Demeszkowce      |
| Dorohiw                  | Дорогів       | Дорогов (Dorogow)             | Dorohów          |
| Hanniwzi                 | Ганнівці      | Анновцы (Annowzy)             | Hanowce          |
| Kolodijiw                | Колодіїв      | Колодиев (Kolodijew)          | Kołodziejów      |
| Komariw                  | Комарів       | Комаров (Komarow)             | Komarów          |
| Kosyna                   | Козина        | Козина (Kosina)               | Kozina           |
| Krylos                   | Крилос        | Крылос                        | Kryłos           |
| Kurypiw                  | Курипів       | Курипов (Kuripow)             | Kurypów          |
| Medynja                  | Мединя        | Медыня                        | Medynia          |
| Nimschyn                 | Німшин        | Немшин (Nemschin)             | Niemszyn         |
| Ostriw                   | Острів        | Остров (Ostrow)               | Ostrów           |
| Perliwzi                 | Перлівці      | Перловцы (Perlowzy)           | Perłowce         |
| Poplawnyky               | Поплавники    | Поплавники (Poplawniki)       | Popławniki       |
| Prydnistrowja            | Придністров'я | Приднестровье (Pridnestrowje) | -                |
| Pukasswizi               | Пукасівці     | Пукасовцы (Pukassowzy)        | Pukasowce        |
| Salukwa                  | Залуква       | Залуква (Salukwa)             | Załukiew         |
| Sapohiw                  | Сапогів       | Сапогов (Sapogow)             | Sapahów          |
| Schewtschenkowe          | Шевченкове    | Шевченково (Schewtschenkowo)  | Święty Stanisław |
| Sokil                    | Сокіл         | Сокол (Sokol)                 | Sokół            |
| Subotiw                  | Суботів       | Субботов (Subbotow)           | Subotów          |
| Temyriwzi                | Темирівці     | Темировцы (Temirowzy)         | Temerowce        |
| Wiktoriw                 | Вікторів      | Викторов (Wiktorow)           | Wiktorów         |
| Wyssotschanka            | Височанка     | Высочанка                     | Wysoczanka       |

## Geschichte der Stadt

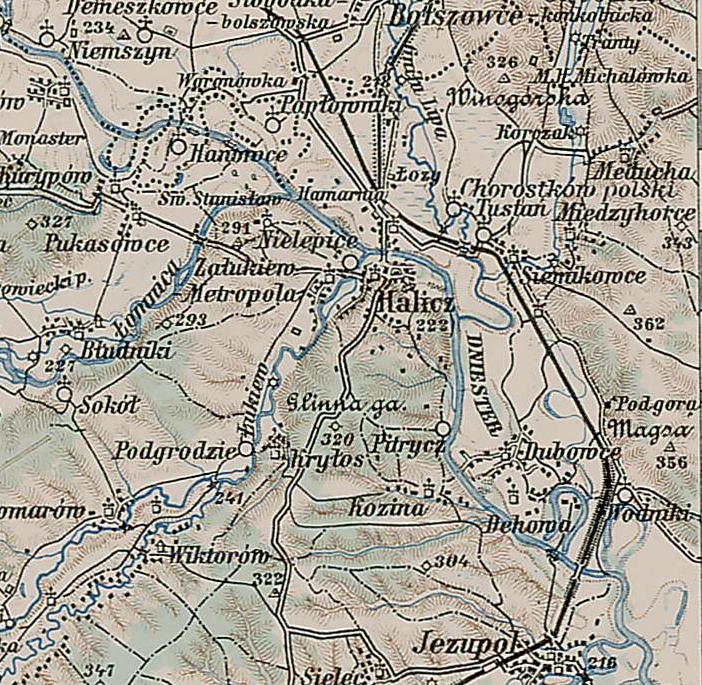
Karte von 1889

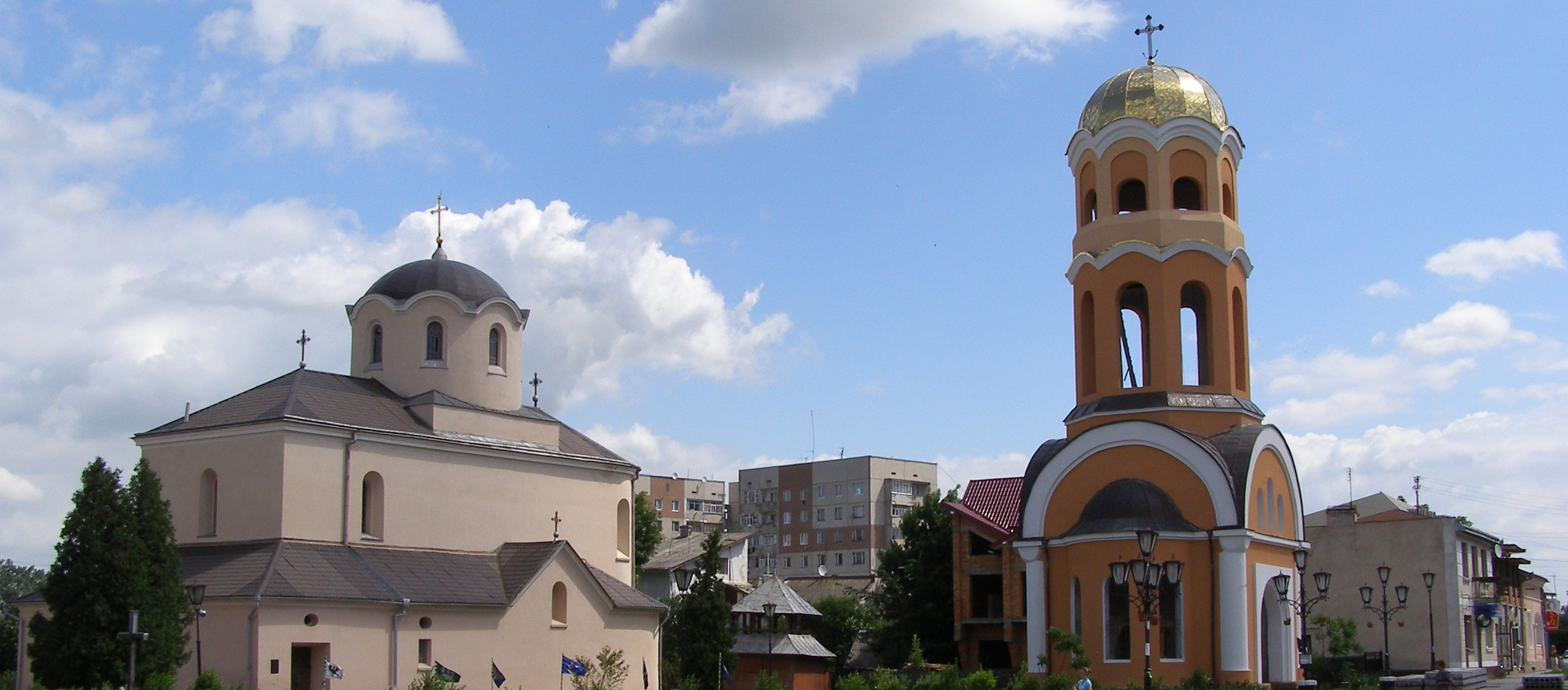
Mariä Geburts-Kirche

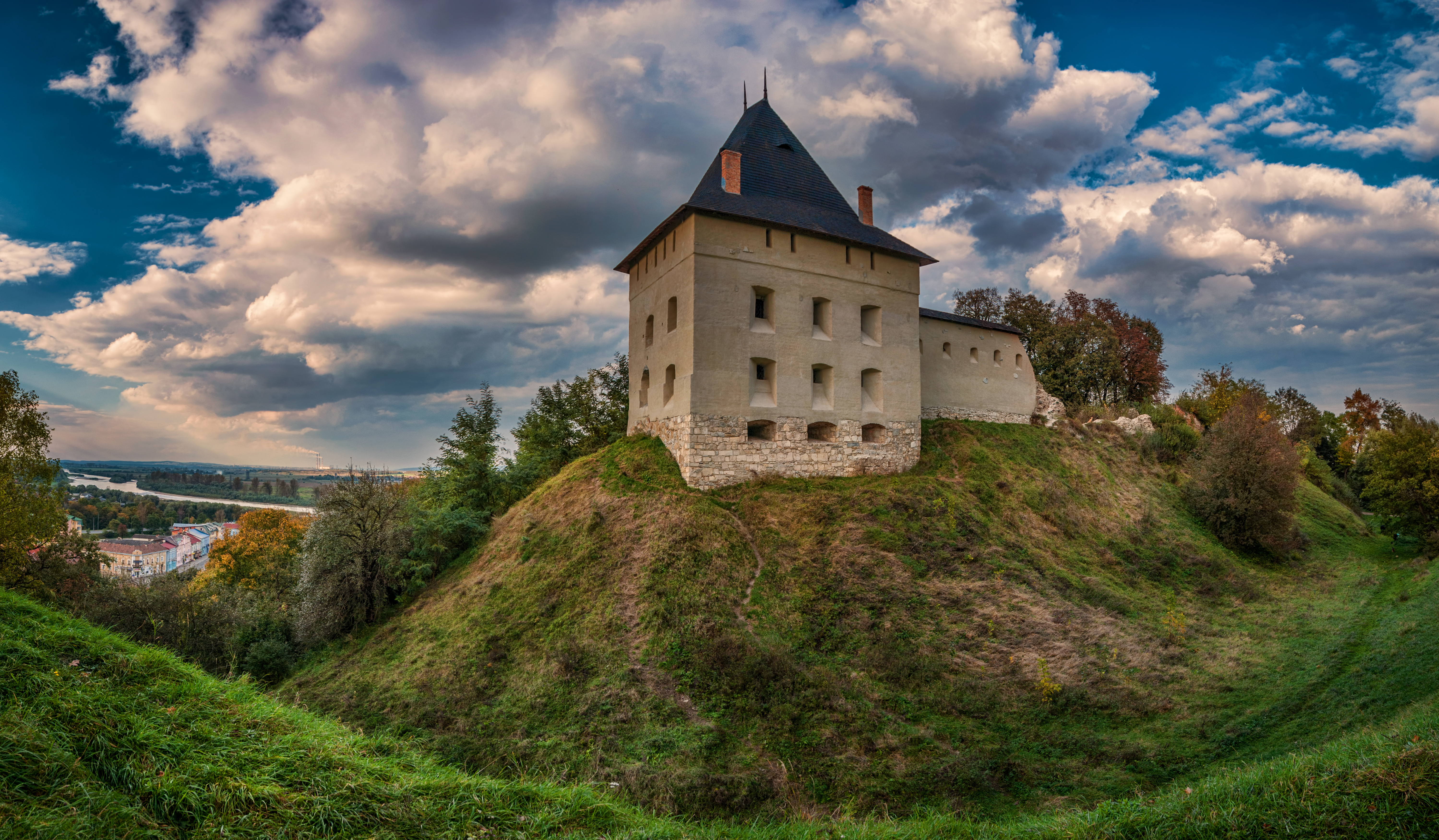
Burg Halitsch

### Kiewer Rus
Seit dem 10. Jahrhundert befand sich nach archäologischen Ausgrabungen eine slawische Siedlung auf dem Gebiet der heutigen Stadt. Sie war die Siedlung von Handwerkern und Kaufleuten in der Nähe der mächtigen Burganlage von Halitsch, die sich im Gebiet des heutigen Dorfes Krylos an der Lukwa befand.
1140 wurde die Burg Halytsch erstmals in der Nestorchronik erwähnt. Seit 1144 war sie Sitz der Fürsten von Halytsch. 1188 reichte das Fürstentum bis an die untere Donau und Halitsch wurde kurzzeitig vom ungarischen König Bela III. erobert. Der aus Halytsch vertriebene Fürst Wladimir Jaroslawitsch errang jedoch nach kurzer Zeit die Herrschaft mit polnischer und deutscher Hilfe wieder zurück. Seit 1198 gab es ein Fürstentum Halitsch-Wolhynien. 1215 wurde Kálmán, der Sohn von König Andreas II. von Ungarn, in Halytsch zum König von Galizien und Lodomerien (rex Galiciae et Lodomeriae) gekrönt.
1240 wurde die Stadt von den Truppen der Goldenen Horde niedergebrannt. Vor 1253 heiratete Danilo Romanowitsch von Halitsch in 2. Ehe eine Nichte des Großfürsten von Litauen Mindaugas (ab 1253 König Litauens), und 1255 zudem Danilos jüngster Sohn Svarnas (Шварно Švarno, Švarnas) die Tochter von Mindaugas, was die Beziehungen nach Litauen wesentlich festigte. 1253 ließ sich Danilo im Auftrag des Papstes Innozenz IV. durch einen Legaten zum König von Ruthenien (Rex Russiae) krönen und versprach, den katholischen Glauben in seinem Reich zu verbreiten. 1268 wurde in der Stadt ein Kloster der Dominikaner gegründet.

### Königreich Polen
1349 wurde Halytsch durch den polnischen König Kasimir den Großen erobert. 1367 erhielt Halytsch Magdeburger Stadtrecht.
1569–1772 war das Halitscher Land (Ziemia Halicka, shiemia halitzka) ein Teil der Woiwodschaft Ruthenien.
Zu Beginn des 17. Jahrhunderts versuchten die Tataren mehrmals, die Burg zu erobern, was ihnen schließlich 1621 gelang. Nach einhergehender Zerstörung und anschließendem mühevollen Wiederaufbau blieben nur wenige ruhige Jahre – bereits 1658 erfolgt die endgültige Zerstörung der Burg durch die Tataren.

### Kaiserreich Österreich
1772 fiel das Gebiet der Woiwodschaft Ruthenien an die Habsburgermonarchie (später Österreich-Ungarn), bei dem es als Teil des Kronlandes Königreich Galizien und Lodomerien bis 1918 verblieb. Zwischen 1854 und 1867 war der Ort Sitz einer Bezirkshauptmannschaft, danach bis 1918 der Sitz eines Bezirksgerichts des Bezirks Stanislau.
Bereits 1864 erhielt die Stadt einen Bahnanschluss an der Bahnstrecke von Lemberg nach Czernowitz, 1897 folgte  noch die Staatsbahnlinie Halicz–Ostrów-Berezowica (endete südlich von Ternopil).

### Westukrainische Volksrepublik
Im November 1918 war die Stadt, nach dem Zusammenbruch der Donaumonarchie am Ende des Ersten Weltkriegs, kurzzeitig Teil der Westukrainischen Volksrepublik. Im Polnisch-Ukrainischen Krieg besetzte Polen im Juli 1919 auch die letzten Teile der Westukrainischen Volksrepublik. Am 21. November 1919 sprach der Hohe Rat der Pariser Friedenskonferenz für eine Zeitdauer von 25 Jahren (trotz der Proteste aus Polen) Ostgalizien Polen zu.

### Zweite Polnische Republik
Zwischen den beiden Weltkriegen ab 1919/20 gehörte die Stadt zur Zweiten Polnischen Republik und lag hier ab 1921 als eigenständige Stadt in der Woiwodschaft Stanislau.

### Ukraine
1939 wurde sie innerhalb der Sowjetunion Teil der Ukrainischen SSR. Seit dem Zerfall der Sowjetunion 1991 ist die Stadt Teil der unabhängigen Ukraine.

## Sehenswürdigkeiten

### Ehemalige Kirche St. Anna und das Dominikanerkloster
Die Kirche St. Anna und das Dominikanerkloster in Halytsch waren ein historischer Komplex der römisch-katholischen Kirche aus der ersten Hälfte des 13. Jahrhunderts, der jetzt nicht mehr existiert. Das Kloster wurde am 14. April 1787 aufgelöst.
Nachdem die  Dominikaner 1233 aus Kiew abgedrängt wurden, übernahmen sie in der neuen Hauptstadt des Fürstentums Halytsch-Wolodymyr  eine Missionskirche  St. Johannes der Täufer. Das Kloster wurde 1238 vom Heiligen Hyazinth von Polen gegründet.
In der Mitte des 17. Jahrhunderts wurde das Kloster durch Kosaken- und Tatarenüberfälle  zerstört. Im Jahre 1660 hat Andrzej Potocki, der Starost (eine Art Gouverneur oder Gebietsvorsteher) von Galizien und der Kastellan von Krakau, für die Dominikaner ein neues Kloster in Holzbauweise bauen lassen, zusammen mit der Kirche St. Anna.

### Marktplatz
Auf dem Marktplatz ist noch heute das Reiterdenkmal des Gründers der Halyčyna und von Fürst Daniel Romanowitsch von Galizien zu sehen.

## Persönlichkeiten
- Daniel Romanowitsch von Galizien (1201–1264), russischer Fürst während der Mongolenherrschaft
- Koloman (1208–1241), Fürst von Halitsch
- Kunigunde von Halitsch (* um 1245; † 1285), Königin von Böhmen und Herzogin von Österreich
- Bolesław Georg II. von Halytsch (1308–1340), als Jurij II. Fürst von Halitsch-Wladimir
- Józef Boruwłaski (1739–1837), Kleinwüchsiger
- Markell Onufrijewitsch Popel (1825–1903), ukrainisch-griechisch-katholischer Priester, dann russisch-orthodoxer Bischof

## Historische Quellen
Wichtigste historische Texte zur Geschichte Halytschs sind
- die Nestorchronik (1112)
- die Galizisch-Wolhynische Chronik (1292)
- die Historie von Halicz: U Karaimów w Haliczu. (Bei den Karäern in Halicz). Naokolo twiata 2 (1903): 465-67, 482-84, 506-7, 522-23, 538-40, 546-48, 564-65. Nachdruck: in Almanach karaimski, 71-84. doi.org/10.33229/ak.2007.1.09

In der Burg Halitsch (heute Dorf Krylos) fand sich das älteste vollständige Evangelium in kirchenslawischer Sprache:
- das Galizische Evangelium (1144)